# 우다르니크

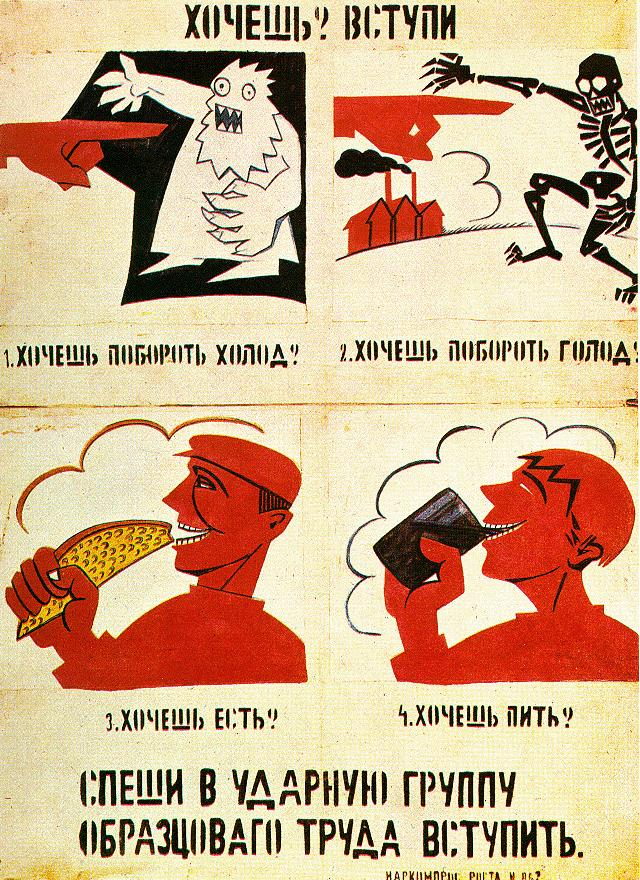
블라디미르 마야콥스키의 선전 포스터: "서둘러 총격 여단에 합류하세요!"
– 합류를 원하십니까? 다음을 보고 원한다면 가입하세요.
1. 추위를 이겨내고 싶으신가요?
2. 배고픔을 이겨내고 싶으신가요?
3. 무언가를 먹고 싶으신가요?
4. 무언가를 마시고 싶으신가요?
그렇다면 서둘러 진보모범노동단에 합류하세요.

우다르니크(러시아어: уда́рник), 충격 노동자, 혹은 스트라이크 노동자(통칭 충격 여단이나 총격 노동단으로 통칭)는 소비에트 연방이나 동구권, 혹은 그 외의 공산주의 국가들에서 매우 생산성이 좋은 노동자들을 일컫는 말이었다. '초생산적이고 열정적인 노동'을 의미하는 'udarny trud'라는 단어에서 파생된 용어이다.
소련에서 우다르니크는 소련의 명예 칭호인 공산주의 충격 노동자(Ударник коммунистического труда)뿐만 아니라 알렉세이 스타하노프와 그의 이름을 딴 스타하노프 운동과도 연결되는 용어였다. 그러나 충격 노동자라는 용어는 다른 사회주의 국가들, 특히 중화인민공화국, 조선민주주의인민공화국, 불가리아 인민공화국, 유고슬라비아 사회주의 연방공화국 등에서도 사용되었다.
소련의 충격 노동자들은 항상 소련 시민만이 되는 것은 아니었다. 영국의 공산주의자이자 노동조합 지도자인 제시 에덴(Jessie Eden)은 스탈린 자동차 공장(나중에 질(ZiL) 자동차 공장으로 이름이 변경)에서 충격 시민으로 선출되었다.
충격 노동을 장려하는 이념은 사회주의적 모방을 통해 나머지 노동자들이 우다르니크로부터 배울 것이라는 생각 아래에서 만들어졌다.